# Palestina (Alagoas)
Palestina é um município brasileiro do Estado de Alagoas. Localizando-se no Sertão alagoano, está a 220 quilômetros da capital Maceió. Faz divisa com as cidades de Monteirópolis, Pão de Açucar, Jacaré dos Homens e Belo Monte. Situando-se a uma latitude 09º40'19" sul e a uma longitude 37º19'45" oeste, estando a uma altitude de 150 metros. Sua população estimada em 2022 era de 4 325 habitantes.
Palestina é a cidade alagoana com mais quilombolas.

## História
Em 1880, onde hoje é Palestina, era uma fazenda de Joaquim Félix de Melo e Manoel Januário de Carvalho, em Pão de Açucar. que eventualmente morreram levando ao local a ser abandonado. Então em 1940, José Ferreira de Melo chegando na fazenda construiu uma mercearia e um entreposto de compra de cereais. Depois, construiu-se uma fábrica de laticínios que produzia leite e umdescaroçador de algodão.
Começou a se formar um povoado no local, que ficou conhecido como Retiro de Cima. Em 1949 foi instalado uma feira e o comércio começou a crescer, assim desenvolvendo-se o povoado.
José Ferreiro de Melo começou a luta para a emancipar o povoado de Pão de Açucar, e então em 1962, Retiro passou de povoado para município pela Lei 2.469, recebendo o nome de Palestina, provável que por influência religiosa de suas lideranças.

## Geografia

### Clima
O clima de Palestina é quente semi-árido, com estaços chuvosas em outono ou inverno. Uma média de temperatura entre 25°C a 38°C.

### Principais rios
- Rio Farias
- Rio Tapuio

### Comunidades quilombolas
- Vila Santo Antônio
- Santa Filomena[9]

### Lazeres
É uma atração em Palestina, o Açuce do DNOCS, aonde a população mergulha e até pesca.

## Cultura
Na cidade se festeja a festa do padroeiro Sagrado Coração de Jesus no dia 29 de junho, e em 27 de agosto no aniversário da cidade se há grandes eventos e festas.

## Economia
O município de Palestina baseia-se na produção da Bacia Leiteira, bem presente na região da Bacia Leiteira Alagoana e na Agropecuária, criação de gado.
Possui uma área de 49,14 km².